# Puerto Octay
Puerto Octay este un târg și comună din provincia Osorno, regiunea Los Lagos, Chile, cu o populație de 10.236 locuitori (2012) și o suprafață de 1795,7 km2.